# Fish Eye Lake
Der Fish Eye Lake (von englisch fish eye ‚Fischauge‘) ist ein 200 m langer Süßwassersee an der Nordenskjöld-Küste des Grahamlands im Norden der Antarktischen Halbinsel. Er liegt auf dem Fish Head Point.
Das UK Antarctic Place-Names Committee benannte ihn 2023 so, weil er durch seine Lage gewissermaßen das Auge eines durch den Fish Head Point gebildeten Kopfes darstellt.